# لوکاس ملانو
لوکاس ملانو (انگلیسی: Lucas Melano؛ زادهٔ ۱ مارس ۱۹۹۳) بازیکن فوتبال اهل پاراگوئه است.
از باشگاه‌هایی که در آن بازی کرده‌است می‌توان به باشگاه فوتبال ریور پلاته، پورتلند تیمبرز، و باشگاه فوتبال لانوس اشاره کرد.
وی همچنین در تیم ملی فوتبال زیر ۲۰ سال آرژانتین بازی کرده‌است.